# 麦凯勒环形山
麦凯勒环形山(McKellar)是月球背面南半球一座古老的大型撞击坑，约形成于酒海纪，其名称取自加拿大天文学家安德鲁·麦凯勒(Andrew McKellar，1910年–1960年)，1970年被国际天文联合会批准接受。

## 描述
该陨坑西北偏西侧紧邻拉卡环形山、北面坐落着阿米奇环形山、克鲁克斯陨石坑位于东北、东南偏东则是莫霍洛维奇环形山、南面和西南分别有博克陨石坑和德弗里斯环形山、而忘湖则处于它的东南偏南方。
该陨坑的中心月面坐标为15°43′S 170°52′W / 15.72°S 170.86°W，直径50.2公里，
深度2.4公里。
该环形山外观呈多边形状，因存续期悠久而磨损严重。陨坑外壁平缓，沿西北边缘坐落着一座小陨坑。陨坑壁平均高出周边地形1130米，内部容积2100公里³。坑内底表相对平坦，中心北、西二侧排列着三道小山脊；坑底西侧是一座较醒目的碗状小陨坑，在南侧有一个高反照率的小陨洞(通常被解释为新撞击坑)。
麦凯勒环形山的坑底和坑壁覆盖有来自克鲁克斯陨石坑的明亮射纹束。

## 卫星陨石坑
按惯例，最靠近麦凯勒环形山的卫星坑在月图上以字母标注在该坑中心点的旁边。
| 麦凯勒 | 纬度    | 经度     | 直径    |
| ------ | ------- | -------- | ------- |
| B      | 13.1° S | 169.1° W | 16 公里 |
| S      | 16.0° S | 173.3° W | 23 公里 |
| T      | 15.1° S | 173.0° W | 45 公里 |
| U      | 13.9° S | 174.5° W | 37 公里 |

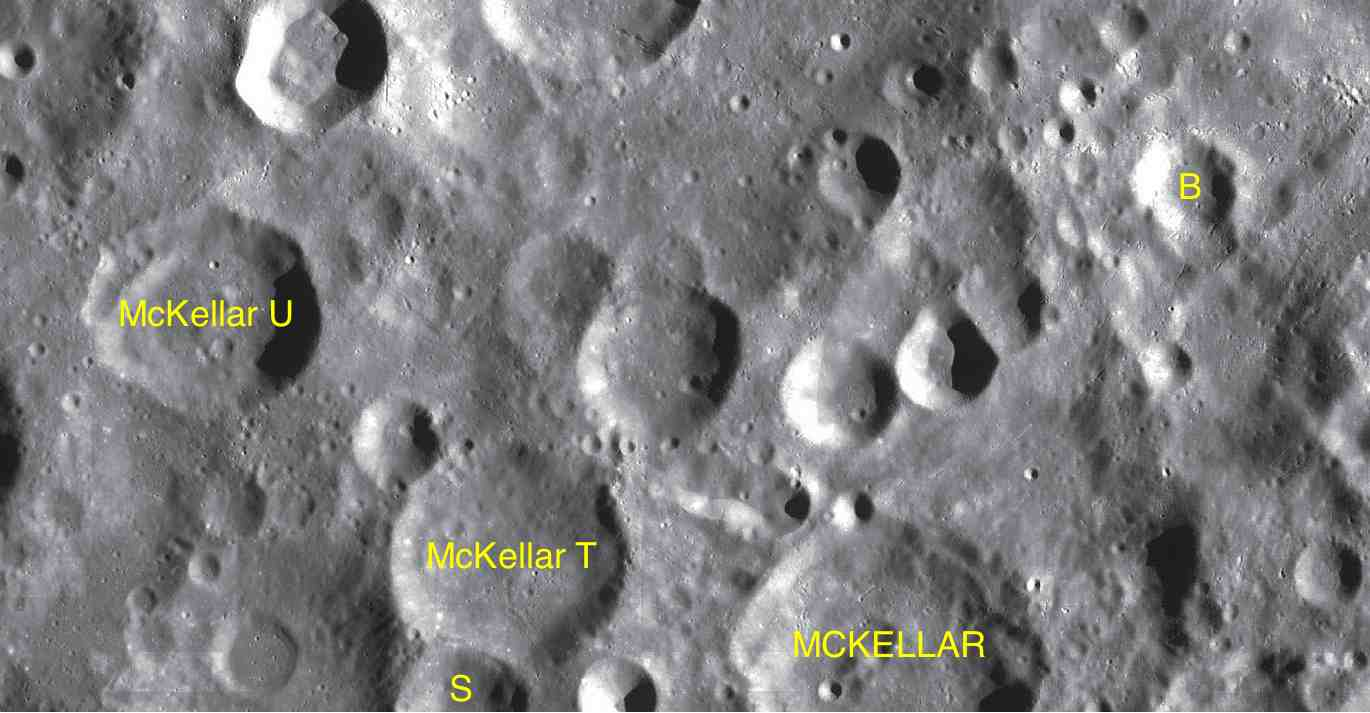
LAC-86 与 LAC-87 拼接图

- 卫星坑"麦凯勒 T"和"麦凯勒 U"形成于酒海纪[1]。